# Krilo
Krílo je površina, ki proizvaja aerodinamično silo pravokotno na smer gibanja skozi zrak ali drugo plinsko zmes, in omogoča letenje. Najprej se je beseda uporabljala za sprednjo okončino ptičev (ptičjemu krilu sicer ustrezneje pravimo perut), kasneje pa se je razširila za krila žuželk, netopirjev in pterozavrov, kakor tudi na letalne naprave in zrakoplove, ki jih je izdelal človek.